# 吕俊杰
吕俊杰（1966年—），男，江苏宜兴人，紫砂壶艺术家，中国工艺美术大师、中国陶瓷艺术大师。中国民主建国会会员，江苏省政协委员，中国美术家协会会员，江南大学艺术学院硕士研究生导师，江苏省武术家协会副会长、宜兴市武术家协会名誉会长。江苏省宜兴紫砂工艺厂副总工艺师，江苏省工艺美术行业协会副秘书长。

## 生平
吕俊杰1966年出生于紫砂世家，他是吕尧臣次子。1980年起随父亲学艺。1981年考入宜兴紫砂工艺厂。1988年进入中央工艺美术学院学习。1993年─1996年就读于新加坡南阳艺术学校。分別在2016年、2022年获颁中国陶瓷艺术大师、中国工艺美术大师称号。
2018年，因通过紫砂艺术传揚中国文化及奥林匹克精神的貢獻，获颁奥林匹克皮埃爾·德·顧拜旦獎章。（相關作品見下）

## 作品
作品“渔歌茶具”获2002年第七届全国陶艺评比一等奖，“紫气东来”和“三阳开泰”获2003年第37届全国旅游工艺品博览会金奖，“玄石”获2004年第五届西湖博览会金奖。其他代表作有“莲华”套壶 、“一带一路”套壶等。他曾創作“国傲”、“冠军壶”、“冰壶”等奧運主題作品。